# 青埔駅
青埔駅（せいほえき）は台湾高雄市橋頭区にある高雄捷運紅線の駅。駅番号はR22。本駅は省道台1線高雄新市鎮基地の傍らにある。近くには国立高雄第一科技大学（高雄科大）があり、副駅名に「高科大」（こうかだい）と加えられた。
本駅の基本設計はR19 - 楠梓加工区駅やR21 - 都会公園駅と同じで、湖水の様な緑色なガラスのカーテンウォールもそうである。違いは本駅は直接出入口が地面に達している事である。
1階は主に駅への出入口で2階はコンコース階である。コンコース階は（密閉されておらず）外気が直接出入する。これは高雄捷運高架駅の共同設計理念である。3階のホームは工業材料の鋼鉄で建てられている。

## 駅構造
- 島式ホーム1面2線の高架駅であり、3層構造で1箇所の出入口がある。

## 駅階層
青埔（高科大）駅の各階配置は1階が出入口、2階がコンコースや案内所など、3階がホーム階である。
| 地上3階 | 1番ホーム                    | ←■紅線 左営／高鉄・小港方面（都会公園駅）   |
| 地上3階 | 島式ホーム、左側のドアが開く |                                             |
| 地上3階 | 2番ホーム                    | ■紅線 橋頭火車站・岡山駅方面（橋頭糖廠駅）→ |
| 地上2階 | コンコース階                 | コンコース、案内所、自動券売機、自動改札口  |
| 地階    | 出入口                       | 出入口                                      |

## 駅出口
出口1が駅南側にあり、バリアフリーのエレベーターがある。
- 出口1：経武路段

## 利用状況
高雄捷運の中で最も寂れた駅で、1日僅か1,604人の利用客しかおらず（2008年9月の資料による）、高雄捷運で営業中の36駅で最低である。
| 年   | 年間    | 年間    | 年間     | 年間     | 1日平均 | 1日平均 |
| 年   | 乗車    | 下車    | 乗下車計 | 出典     | 乗車    | 乗下車  |
| ---- | ------- | ------- | -------- | -------- | ------- | ------- |
| 2008 | 241,737 | 234,517 | 476,254  | [ 注 1 ] | 899     | 1,770   |
| 2009 | 274,483 | 264,178 | 538,661  | [ * 2 ]  | 752     | 1,476   |
| 2010 | 258,168 | 251,688 | 509,856  | [ * 3 ]  | 707     | 1,397   |
| 2011 | 293,455 | 284,858 | 578,313  | [ * 4 ]  | 804     | 1,584   |
| 2012 | 343,854 | 332,257 | 676,111  | [ * 4 ]  | 939     | 1,847   |
| 2013 | 320,231 | 310,829 | 631,060  | [ * 4 ]  | 877     | 1,729   |
| 2014 | 332,824 | 325,212 | 658,036  | [ * 4 ]  | 912     | 1,803   |
| 2015 | 323,295 | 319,559 | 642,854  | [ * 4 ]  | 886     | 1,761   |
| 2016 | 353,017 | 355,827 | 708,844  | [ * 4 ]  | 965     | 1,937   |
| 2017 | 382,812 | 388,693 | 771,505  | [ * 4 ]  | 1,049   | 2,114   |
| 2018 | 420,257 | 427,300 | 847,557  | [ * 4 ]  | 1,151   | 2,322   |
| 2019 | 410,025 | 417,968 | 827,993  | [ * 4 ]  | 1,123   | 2,268   |
| 2020 | 354,062 | 357,109 | 711,171  | [ * 4 ]  | 967     | 1,943   |

- 統計に関する出典

註釈
1. ↑  3月8日開業後の運営日数は296日だが、統計は有料化開始の4月7日以降269日で算出している[* 1] ）

出典
1. ↑  （繁体字中国語）高雄捷運公司 (2009年1月10日). “高雄都會區大眾捷運系統各站旅運量統計表”.   高雄市政府交通局. p. 頁10. 2019年5月5日閲覧。
2. ↑  （繁体字中国語）“高雄都會區大眾捷運系統各站旅運量統計表 中華民國98年”.   高雄市政府捷運工程局. p. 13 (2009年1月10日). 2019年10月27日閲覧。
3. ↑  （繁体字中国語）“高雄都會區大眾捷運系統各站旅運量統計表 中華民國99年”.   高雄市政府捷運工程局. p. 13. 2019年10月27日閲覧。
4. ↑  （繁体字中国語）“高雄都會區大眾捷運系統各站旅運量-年 依 年, 捷運站別 與 入出站”.   高雄市政府交通局 (2021年3月12日). 2021年3月12日閲覧。 高雄市統計資訊服務網

## 歴史
- 2008年3月9日 - 高雄捷運紅線の「橋頭 - 小港」間が正式に開通した[1]。

## ギャラリー

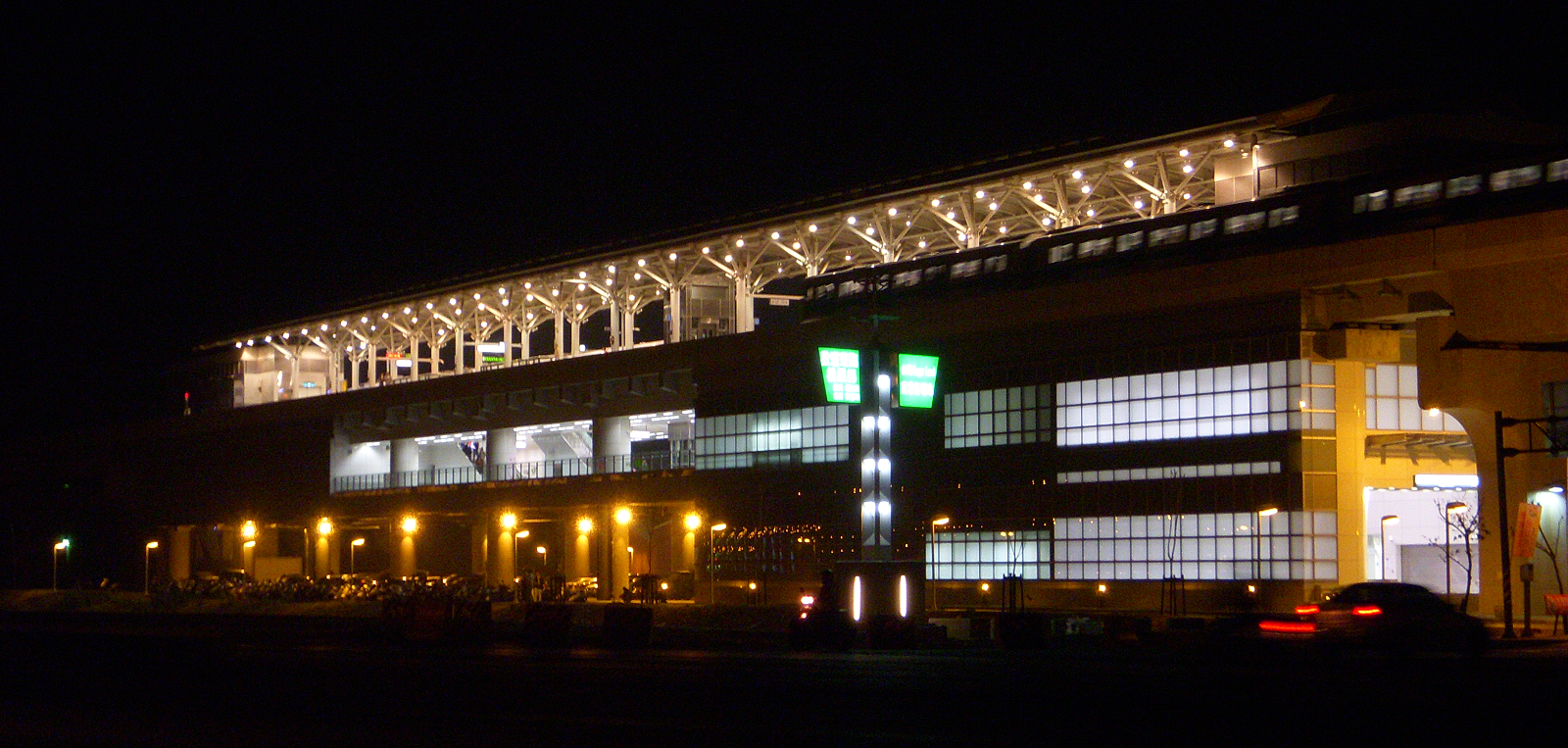
夜の青埔（高科大）駅
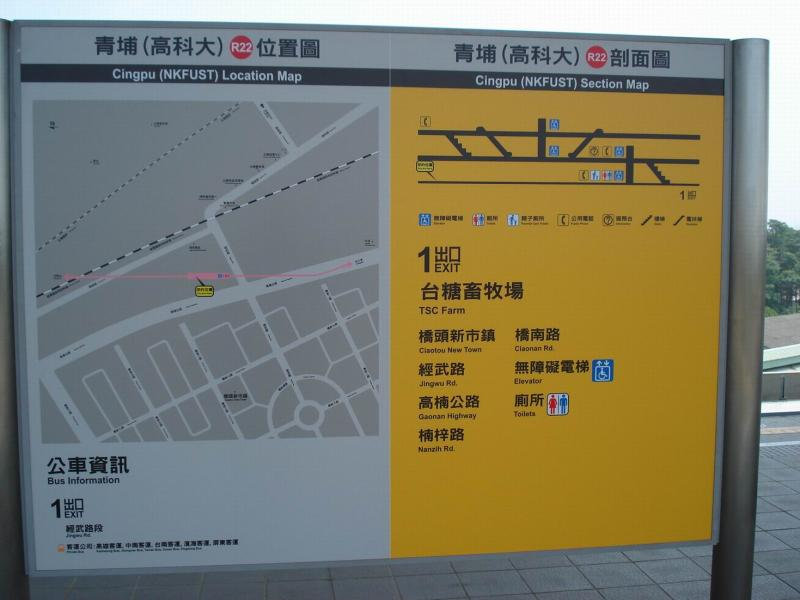
青埔（高科大）駅断面図
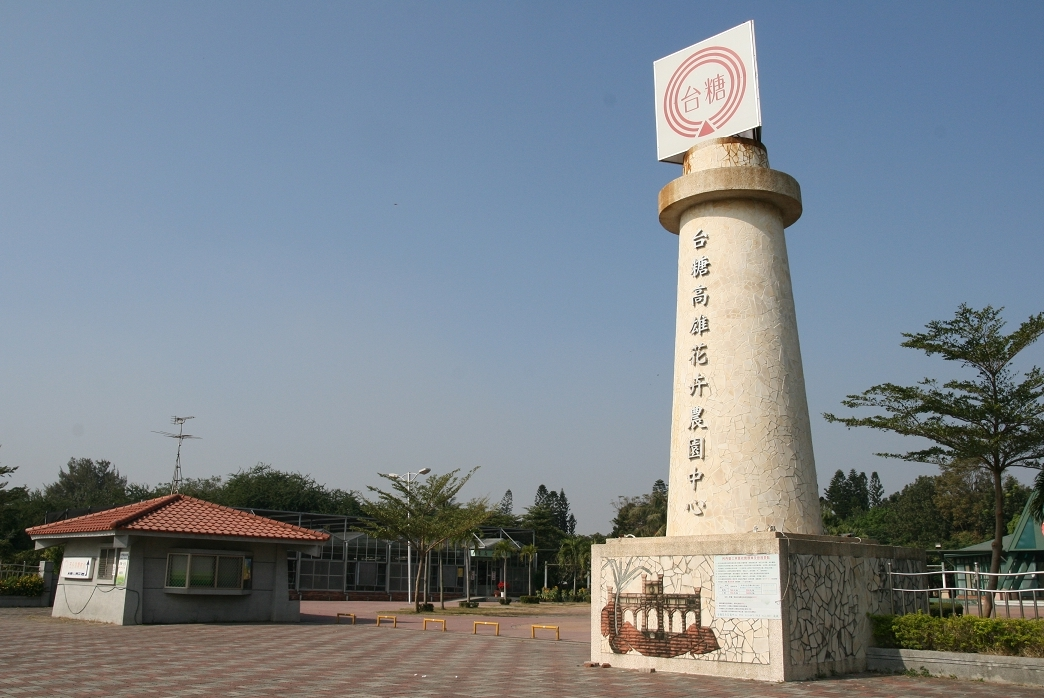
台糖高雄花卉農園中心

## 隣の駅
高雄捷運
■紅線
橋頭糖廠駅 - 青埔駅 - 都会公園駅